# Distúrbios de Detroit

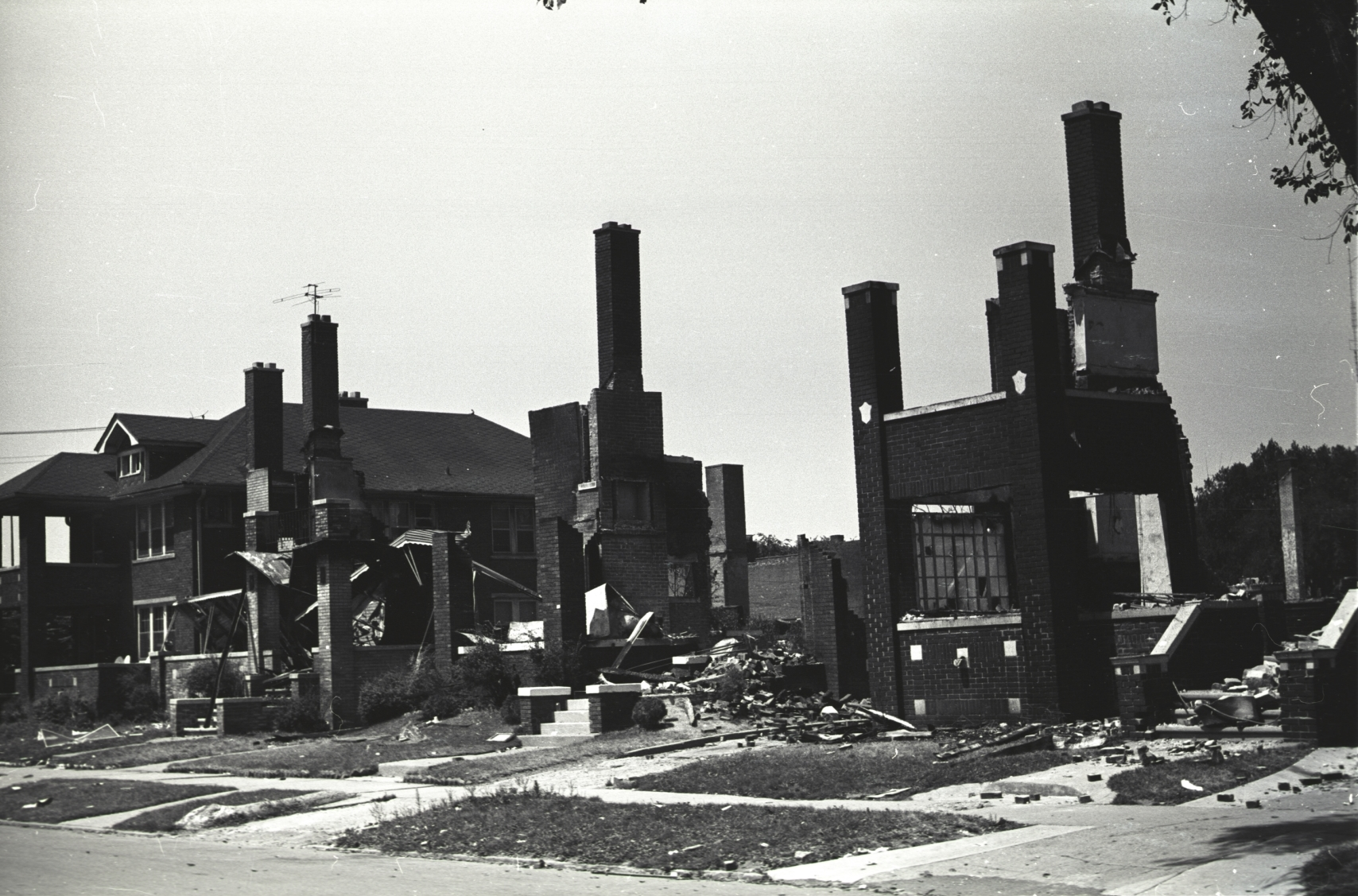
1967

Os Distúrbios de Detroit de 1967, foi o mais sangrento dos distúrbios urbanos nos Estados Unidos durante o "Longo e quente verão de 1967".  Composto principalmente por confrontos entre residentes negros e o Departamento de Polícia de Detroit, começou nas primeiras horas da manhã de domingo, 23 de julho de 1967, em Detroit, Michigan.
O evento precipitante foi uma batida policial em um bar noturno sem licença, conhecido como blind pig, no Near West Side da cidade. Ele explodiu em um dos tumultos mais mortais e destrutivos da história norte-americana, durando cinco dias e superando a escala do tumulto racial de Detroit em 1943, 24 anos antes. O governador George W. Romney ordenou que a Guarda Nacional do Exército de Michigan entrasse em Detroit para ajudar a acabar com o distúrbio. O presidente Lyndon B. Johnson enviou as 82ª e 101ª divisões aerotransportadas do Exército dos Estados Unidos. O motim resultou em 43 mortes, 1 189 feridos, mais de 7 200 prisões e mais de 400 prédios destruídos.

A escala do motim foi a pior nos Estados Unidos desde os motins de 1863 na cidade de Nova York durante a Guerra Civil Americana, e não foi superada até os motins de 1992 em Los Angeles, 25 anos depois.